# Rhodter Rosengarten
Rosengarten heißt eine Weinlage im südlichen Teil der pfälzischen Gemeinde Rhodt unter Rietburg (Rheinland-Pfalz). Sie ist neben dem Klosterpfad und dem Schloßberg eine der drei Einzellagen auf dem Gemeindegebiet. Ihre Rebfläche umfasst 96 ha. Die Einzellagennummer ist 810609. Die Weinlage ist als Naturdenkmal ND-7337-233 im Gemeindegebiet ausgewiesen.

## Lage
Der Rosengarten gehört zum Anbaugebiet Pfalz und hier zum Bereich Südliche Weinstraße. Er ist Teil der Großlage Ordensgut. Die Ausdehnung beträgt in Ost-West-Richtung etwa 2,2 Kilometer und Nord-Süd-Richtung 600 Meter. Die Weinlage liegt im südlichen Teil der Gemarkung von Rhodt. Im Norden wird sie durch die Landesstraße 506 begrenzt. Die Grenzen nach Osten, Süden und Westen entsprechen den Gemarkungsgrenzen zu den Gemeinden Edesheim, Hainfeld und Weyher. Die benachbarten Einzellagen sind:
| Schloßberg (Rhodt)  |  | Klosterpfad (Rhodt)   |
| Michelberg (Weyher) |  | Forst (Edesheim)      |
| Letten (Hainfeld)   |  | Mandelhang (Edesheim) |

## Geschichte
In der Lage befinden sich etwa 300 Weinstöcke auf einer Fläche von 600 m2, die schon vor etwa 400 Jahren angepflanzt wurden und heute noch Trauben liefern. Es handelt sich dabei überwiegend um Traminerreben mit einzelnen Silvanerstöcken dazwischen. Jedes Jahr werden zwischen 150 und 300 Liter Wein erhalten. Es sei der älteste noch tragende Weinberg der Pfalz.